# Saukarainen (sjö i Enontekis, Lappland)
Saukarainen är en sjö i kommunen Enontekis i landskapet Lappland i Finland. Sjön ligger 341,5 meter över havet. Arean är 50 hektar och strandlinjen är 3,83 kilometer lång. Sjön  ingår i Kemi älvs huvudavrinningsområde.   Den ligger omkring 220 kilometer norr om Rovaniemi och omkring 920 kilometer norr om Helsingfors. 